# Processo supergenico
Nella geologia dei giacimenti minerari, si chiamano processi supergenici quei processi genetici di giacimenti che avvengono in prossimità della superficie terrestre, e sono caratterizzati dalla predominanza della circolazione delle acque meteoriche con la concomitante ossidazione e alterazione chimica. Le acque meteoriche ossidano i minerali di zolfo primari (ipogenici) ridistribuendo gli elementi metallici. Nella parte inferiore della zona di ossidazione del giacimento minerario avviene l'arricchimento supergenico, gli elementi metallici che sono stati lisciviati dai minerali ossidati sono trasportati verso il basso dalle acque percolanti e si ricombinano con i solfati ipogenici al confine fra la zona supergenica e ipogenica. La reazione produce solfuri secondari aventi una concentrazione di metalli superiore a quella del deposito primario. Questo processo è frequente nei giacimenti di minerali di rame dove i solfuri di rame calcocite Cu2S, covellite CuS, digenite Cu1.8S e djurleite Cu31S16 vengono depositati dalle acque superficiali che si infiltrano verso il basso.
Questo tipo di processi avviene essenzialmente nelle condizioni normali ambientali di temperatura (25 °C) e pressione atmosferica.
I giacimenti derivati da processi supergenici sono importanti a livello economico perché i metalli contenuti (soprattutto piombo, zinco ed argento) si presentano sotto forma di ossidi dai quali l'estrazione è meno costosa rispetto a quando si presentano sotto forma di solfuri.

## Zonazione del giacimento

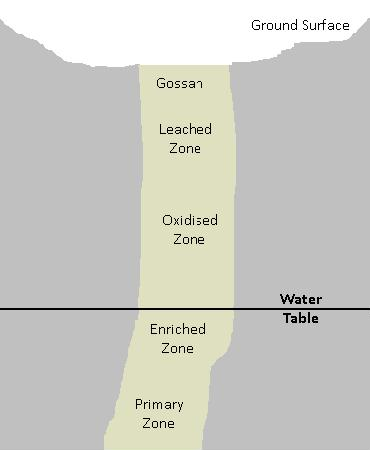
Vena minerale

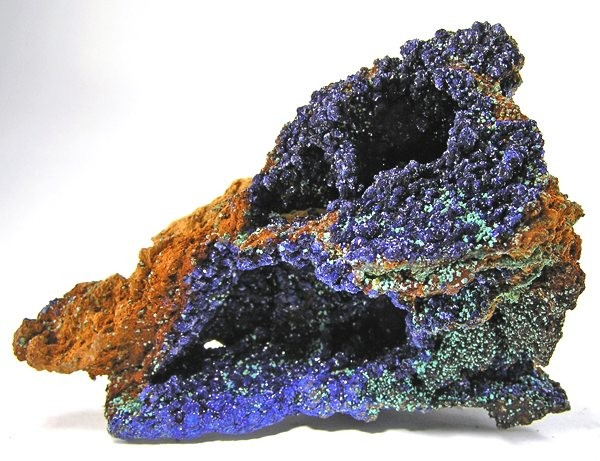
Azzurrite e malachite su limonite proveniente da Bisbee, Stati Uniti d'America

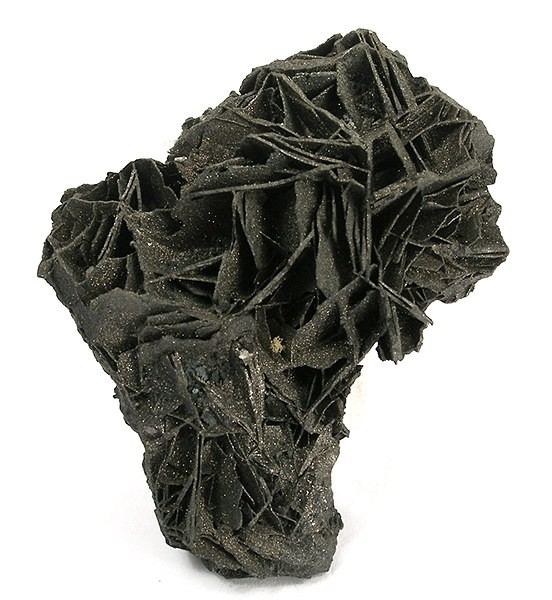
Calcocite pseudomorfa della covellite proveniente da Butte, Stati Uniti d'America

In base alla profondità possono essere identificate zone differenti. Partendo dalla superficie, si distinguono: il cappellaccio, la zona di lisciviazione, la zona di ossidazione, la tavola d'acqua, la zona di arricchimento supergenico e la zona primaria (zona ipogenica).

### Cappellaccio o Gossan
Solitamente la pirite (FeS2) è abbondante, e vicino alla superficie si ossida trasformandosi in composti insolubili come la goethite (FeO(OH)) e la limonite, formando uno strato poroso che copre la zona ossidata, conosciuto con il nome di cappellaccio o cappellaccio di ferro o Gossan. I cercatori considerano il cappellaccio come indicatore di giacimenti di minerali sottostanti.

### Zona di lisciviazione
Le acque della falda contengono anidride carbonica ed ossigeno disciolti quindi percolando verso il basso lisciviano i minerali nelle rocce formando acido solforico ed altre soluzioni che continuano la discesa.

### Zona ossidata
Al di sopra della tavola d'acqua l'ambiente è ossidante mentre al di sotto riducente .
Le soluzioni che scendono dalla zona di lisciviazione reagiscono con altri minerali primari nella zona ossidata formando minerali secondari come i solfati, i carbonati e la limonite che è un prodotto caratteristico di tutte le zone ossidate.
Durante la formazione dei carbonati secondari, i solfuri primari generalmente sono prima convertiti in solfati che poi reagiscono con i carbonati promari come la calcite CaCO3, la dolomite] CaMg(CO3)2 o l'aragonite (anch'essa CaCO3, polimorfa della calcite) per produrre carbonati secondari. I sali solubili continuano la discesa mentre quelli insolubili rimangono nella zona ossidata dove si sono formati. Un esempio è il minerale di piombo chiamato anglesite PbSO4. Il rame può precipitare come malachite Cu2(CO3)(OH)2 o azzurrite Cu3(CO3)2(OH)2. Malachite, azzurrite, cuprite Cu2O, piromorfite Pb5(PO4)3Cl e smithsonite ZnCO3 sono stabili in condizioni ossidanti e sono caratteristici della zona ossidata.

### Tavola d'acqua
Al livello della tavola d'acqua l'ambiente cambia da ossidante a riducente.

### Zona di arricchimento
Gli ioni di rame che arrivano in questo ambiente riducente formano una zona di arricchimento supergenico solfidrico. La covellite CuS, la calcocite Cu2S ed il rame nativo Cu sono stabili in queste condizioni e sono caratteristici della zona di arricchimento.
L'effetto netto di questi processi supergenici è quello di spostare gli ioni metallici dalla zona di lisciviazione a quella di arricchimento aumentandone la concentrazione a livelli più alti rispetto alle zone primarie non alterate rendendole adatte in alcuni casi all'estrazione.

### Zona primaria
La zona primaria contiene minerali primari non alterati.

## Alterazione dei minerali
La calcopirite CuFeS2 (primaria) si altera nei minerali secondari bornite Cu5FeS4, covellite CuS e brochantite Cu4SO4(OH)6.
La galena PbS (primaria) si altera in anglesite PbSO4 e cerussite PbCO3.
La sfalerite ZnS (primaria) si altera in emimorfite Zn4Si2O7(OH)2.H2O, smithsonite ZnCO3 e willemite ricca di manganese Zn2SiO4.
La pirite FeS2 (primaria) si altera in melanterite FeSO4.7H2O.
Se i depositi originali contengono arsenico e fosforo, possono formarsi minerali secondari arsenati e fosfati.